# Памела Франклін
Памела Франклін (англ. Pamela Franklin; нар. 3 лютого 1950, Йокогама) — британська акторка.

## Життєпис
Народилася 3 лютого 1950 року у японському місті Йокогама і росла на Далекому Сході, де її батько займався імпортом-експортом. Мáла трьох братів. Повернувшись до Англії, почала навчатися у Elmhurst Ballet School.
В кіно дебютувала в 11-річному віці у фільмі «Невинні» (1961), екранізації повісті «Поворот гвинта» Генрі Джеймса. 1962 року знялася у кінодрамі «Лев» за однойменним романом Жозефа Кесселя, де її партнерами стали Вільям Голден, Тревор Говард та Капучіне. 1965 року зіграла у трилері «Няня» з Бетті Девіс у головній ролі. Наступного року номінувалася на премію Еммі найкращій акторці другого плану в драматичному серіалі за роль в епізоді «Орел в клітці» серіалу «Зал слави Гелмарк». 1967 року знялася у стрічці «Дім нашої матері» з Дірком Богардом, яка номінувалася на премію Золотий лев. 1969 року спільно з Марлоном Брандо і Рітою Морено зіграла у трилері «Ніч наступного дня».
1970 року за роль Сенді у фільмі «Розквіт міс Джин Броді» (1969) за однойменним романом Мюріел Спарк отримала премію Національної ради кінокритиків США як найкраща акторка другого плану та номінацію на премію BAFTA у цій же категорії. Того ж року спільно з Джоном Гертом знялася у вестерні «Грішний Деві» Джона Г'юстона, який зазнав невдачі в прокаті. Після низки ролей в успішних фільмах жахів, останнім з яких став «Їжа богів» (1976) за романом Герберта Веллса, продовжувала зніматися на телебаченні. На початку 1980-х років завершила акторську кар'єру.

## Особисте життя
1970 року Франклін вступила у шлюб з британським актором Гарві Джейсоном. У пари народилися двоє синів — Луї і Джошуа. Гарві Джейсон спільно з сином Луї володіє книжковою крамницею у Західному Голлівуді.

## Фільмографія
| Рік  |    | Українська назва                   | Оригінальна назва                       | Роль                   |
| ---- | -- | ---------------------------------- | --------------------------------------- | ---------------------- |
| 1961 | ф  | Невинні                            | The Innocent                            | Флора                  |
| 1962 | ф  | Лев                                | The Lion                                | Тіна                   |
| 1964 | ф  | Прогулянка з тиграми               | A Tigers Walk                           | Джулі Вільямс          |
| 1964 | ф  | Третя таємниця                     | The Third Secret                        | Кетрін Вайтсет         |
| 1964 | ф  | Нові пригоди Фліппера              | Flipper's New Adventure                 | Пенні                  |
| 1964 | ф  | Дивись, як вони біжать             | See How They Run                        | Тірза Грін             |
| 1965 | с  | Зал слави Гелмарк: Орел в клітці   | Hallmark Hall of Fame: Eagle in a Cage  | Бетсі Белкомб          |
| 1965 | ф  | Няня                               | The Nenny                               | Роберта Медман (Боббі) |
| 1966 | с  | Скоріше, поки вони не спіймали нас | Quick Before They Catch Us              | Кейт                   |
| 1967 | ф  | Дім нашої матері                   | Our Mother House                        | Діана                  |
| 1969 | ф  | Ніч наступного дня                 | The Night of the Following Day          | дочка Дюпона           |
| 1969 | ф  | Розквіт міс Джин Броді             | The Prime of Miss Jean Brodie           | Сенді                  |
| 1969 | ф  | Грішний Деві                       | Sinful Davey                            | Енні                   |
| 1970 | тф | Девід Коппепфільд                  | David Copperfield                       | Дора Спенлоу           |
| 1972 | ф  | І скоро прийде пітьма              | And Soon the Darkness                   | Джейн                  |
| 1972 | ф  | Некромантія                        | Necromancy                              | Лорі Брендон           |
| 1972 | с  | Історії привидів                   | Ghost Story                             | Крістіна Берджес       |
| 1972 | с  | Бонанза                            | Bonanza                                 | Келлі Едвардс          |
| 1973 | ф  | Небесні аси Елі і Роджер           | Ace Eli and Rodger of the Skies         | Шелбі                  |
| 1973 | ф  | Легенда пекельного дому            | The Legend of Hell House                | Флоренс Таннер         |
| 1973 | ф  | Школа Сатани для дівчаток          | Satan's School for Girls                | Елізабет               |
| 1974 | с  | Вулиці Сан Франциско               | The Street of San Francisco             | Пеггі Данніган         |
| 1974 | с  | Меннікс                            | Mannix                                  | Дженні Коул            |
| 1975 | с  | Барнабі Джонс                      | Barnaby Jones                           | Гвен Гейвуд            |
| 1975 | с  | Петрочеллі                         | Petrocelli                              | Джоан Барт             |
| 1976 | тф | Елеонора і Франклін                | Eleanor and Franklin                    | Анна Голл              |
| 1976 | ф  | Їжа богів                          | Food of the Goods                       | Лорна                  |
| 1977 | с  | Поліцейська історія                | Police Story                            | Голлі Грін             |
| 1977 | с  | Гаваї 5.0                          | Hawaii and Five-0                       | Боббі Джо Белл         |
| 1977 | с  | Човен кохання                      | The Love Boat                           | Гейл Сміт              |
| 1978 | с  | Брати Гарді і Ненсі Дрю            | The Hardy Boys and Nancy Drew Mysteries | Марла                  |
| 1980 | с  | Острів фантазій                    | Fantasy Island                          | Агнес Вентворт         |
| 1980 | с  | Мисливець Джон                     | Trapper John, M.D                       | Елен                   |
| 1981 | с  | Вегас                              | Vega$                                   | Енн Різ                |

## Нагороди та номінації
Еммі (Прайм-тайм)
- 1966 — Номінація на найкращу акторку другого плану у драматичному телесеріалі (Зал слави Гелмарк: Орел в клітці).

Національна рада кінокритиків США
- 1970 — Найкраща акторка другого плану (Розквіт міс Джин Броді).

BAFTA
- 1970 — Номінація на найкращу акторку другого плану (Розквіт міс Джин Броді).